# Dimitrios Golemis
Dimitrios Golemis, född 15 november 1874 i Lefkas, död 9 januari 1941, var en grekisk friidrottare.
Golemis blev olympisk bronsmedaljör på 800 meter vid sommarspelen 1896 i Aten.